# 爬行形类
爬行形类（學名：Reptiliomorpha）是四足類的一個演化支，包括了羊膜动物和那些比兩棲綱更接近羊膜动物共同祖先的四足动物。
石炭蜥目也曾經與爬行形类擁有相同的定義，但石炭蜥目如今通常特指一個包含始椎类的演化支。

## 分类
爬行形类包括下列分类：
- †并椎目 Embolomeri
- †迟滞鳄目 Chroniosuchia
- †桥坚蜥目 Gephyrostegida
- †西蒙螈目 Seymouriamorpha
- †壳椎亚纲 Lepospondyli (不含缺肢目)
- †阔齿龙目 Diadectomorpha
- 羊膜动物 Amniota (冠群)
  - 合弓纲 Synapsida
  - 蜥形纲 Sauropsida

此外，可能还包括已废弃的“石炭蜥目”地位未定的属：
- ?†独齿蜥属（英语：Solenodonsaurus） Solenodonsaurus
- †属 Eldeceeon
- ?†属 Casineria
- ?†属 Silvanerpeton

## 研究历史
爬行形类（学名：Reptiliomorpha）是Gunnar Säve-Söderbergh于1934年定义的，用于归类羊膜动物和各种类型的晚古生代四足动物，它们与羊膜动物的关系比现存的两栖动物更为密切。
Säve-Söderbergh认为两栖动物从鱼类进化了两次，其中一支由现代有尾目的祖先组成，另一支由Säve-Söderbergh定义为Eutetrapoda，由无尾目、羊膜动物和它们的祖先组成，当时无足目的起源不确定。Eutetrapoda由两个姊妹群组成：蛙形类（学名：Batrachomorpha，含有无尾目及其祖先）、爬行形类（含有石炭蜥目及其羊膜动物）。Säve-Söderbergh随后将西蒙螈目也归类到爬行形类。
后来阿尔弗雷德·舍伍德·罗默反对两栖动物从鱼类进化了两次的观点，并使用石炭蜥目来描述羊膜动物进化的谱系。1970年，德国古生物学家Alec Panchen将Säve-Söderbergh的定义作为优先考虑，但阿尔弗雷德·舍伍德·罗默的定义仍有学者在使用，例如Carroll（1988年和2002年）以及Hildebrand＆Goslow（2001年）
，甚至在系统发育树上使用石炭蜥目。
1956年，德国古生物学家弗雷德里克·冯·休尼把两栖动物和无孔亚纲爬行动物都包括在内。
包括以下分类:
- 石炭蜥目 Anthracosauria
- 西蒙螈目 Seymouriamorpha
- 鳞鲵目 Microsauria
- 阔齿龙目 Diadectomorpha
- 前棱蜥目 Procolophonia
- 锯齿龙目 Pareiasauria
- 大鼻龙目 Captorhinidia
- 龟鳖目 Testudinata

Michael Benton（2000年、2004年）将其作为壳椎亚纲的姊妹群，包括“石炭蜥目”（严格意义上是并椎目）、西蒙螈目、阔齿龙目和羊膜动物。根据林奈分类法，爬行形类被赋予总目等级并且仅包括类似爬行动物的两栖动物，不包括它们的后代羊膜动物。
一些研究表示羊膜动物和阔齿龙目的最近共同祖先是基干壳椎亚纲，反而与爬行形类包括的西蒙螈目、桥坚蜥目和并椎目亲缘关系较远（如Laurin和Reisz，1997年1999年;Ruta，Coates和Quicke，2003年;Vallin和Laurin，2004年;Ruta和Coates，2007年）。早期观点认为壳椎亚纲是滑体两栖类的祖先，如果滑体两栖类是壳椎亚纲的后代，那么不仅必须将壳椎亚纲排除在爬行形类之外，而且必须将西蒙螈目、桥坚蜥目和并椎目排除，这将使得它们与羊膜动物相比，与现存的两栖动物相比关系更远。在这种情况下，除了羊膜动物之外，爬行形类只包括阔齿龙目，也可能包括独齿蜥属。
然而后来的研究认为壳椎亚纲与羊膜动物具有潜在的密切关系，所以假设滑体两栖类来自离片椎类，这意味着壳椎亚纲属于爬行形类，并且会使壳椎亚纲与羊膜动物密切相关。
最近的分子生物学研究的结果以及大量发现的过渡化石证明了滑体两栖类是离片椎类的后代。

## 特征
阔齿龙目、西蒙螈目和桥坚蜥目是陆栖种类；并椎目是水栖种类，身体结构处于两栖动物和羊膜动物之间。

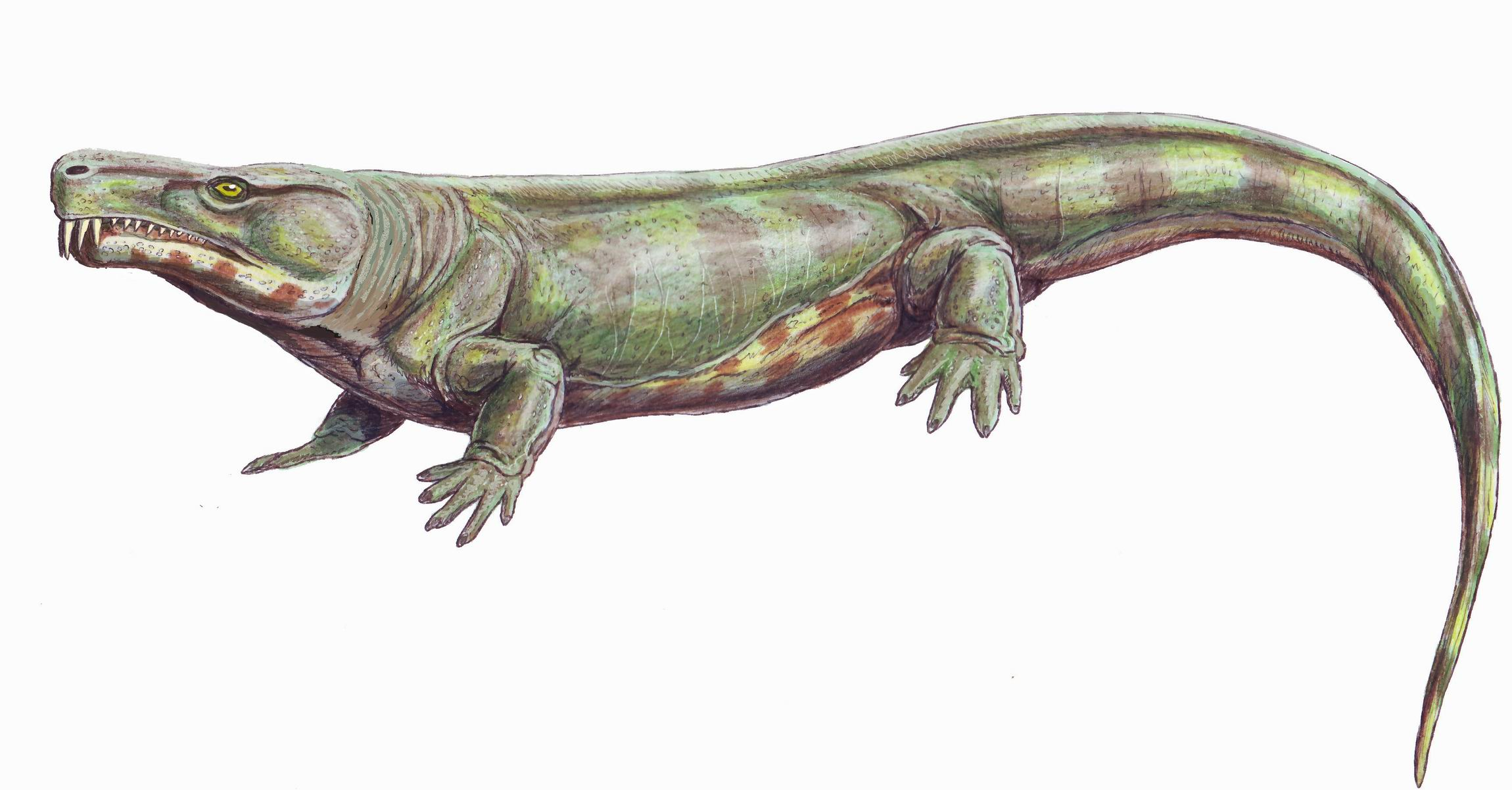
，地球上最早的陆栖大型四足食肉动物，属于阔齿龙目

### 颅骨
并椎目、阔齿龙目和西蒙螈目具有较深的头骨，但保留了颅顶（除了一些专门的类群，例如：西蒙螈，其中脸颊牢固地附着在颅顶上。较深的头骨允许横向放置的眼睛，与两栖动物中常见的背部放置的眼睛相反。头骨通常具有精细的放射状凹槽。头骨后部的方骨具有耳凹 ，可能是气孔而不是鼓室。

### 椎骨

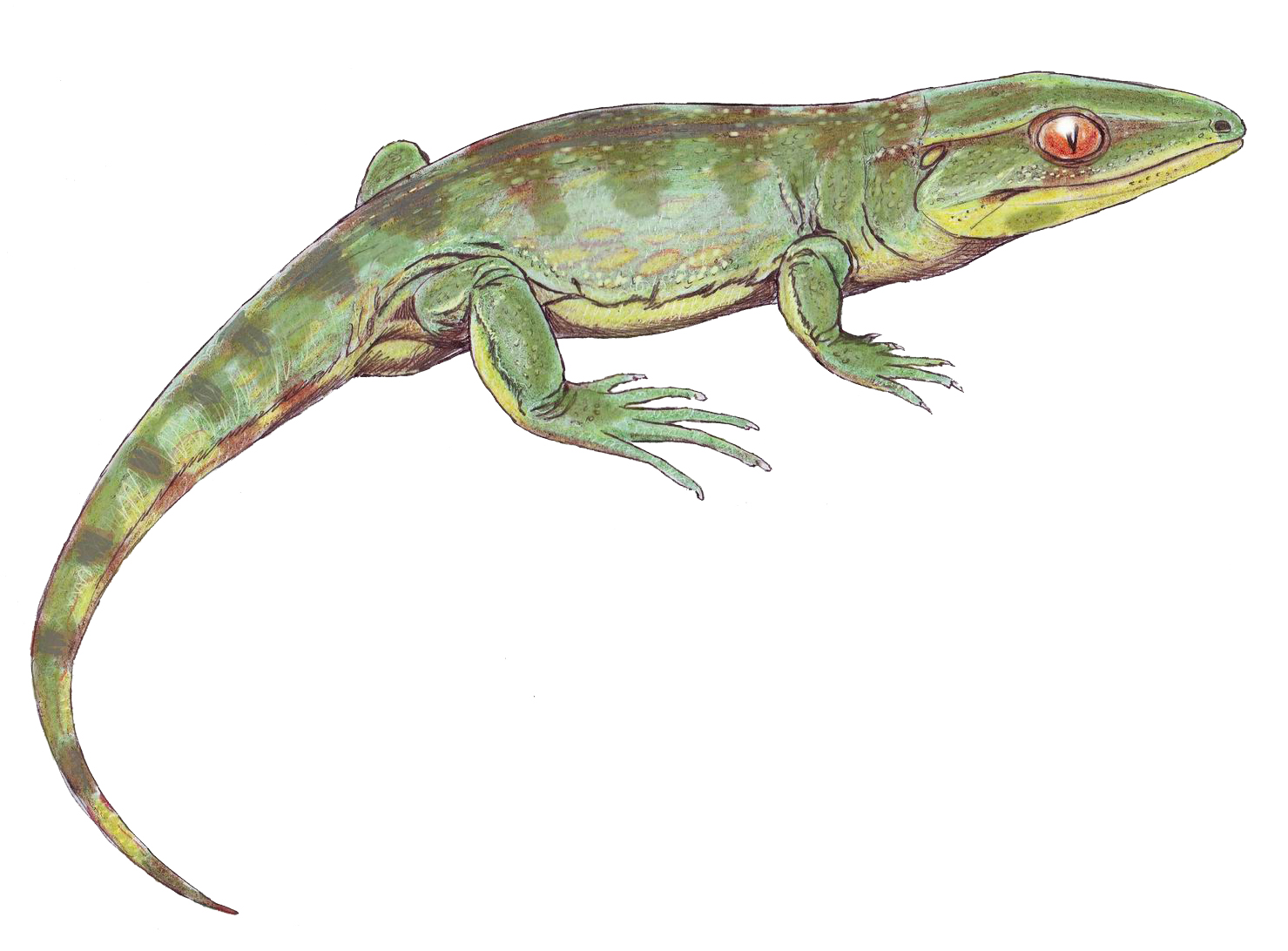
，小型陆栖四足动物

并椎目的侧椎和间椎大小相同。而其他爬行形类的侧椎是主导的，间椎退化缩小到一个小的楔体，侧椎和髓弧愈合成一整块。属于冠群的羊膜动物椎骨进一步演化，间椎变成薄板或完全消失。

### 生理特征
皮肤可能有类似于现代爬行动物的表皮角质覆盖。

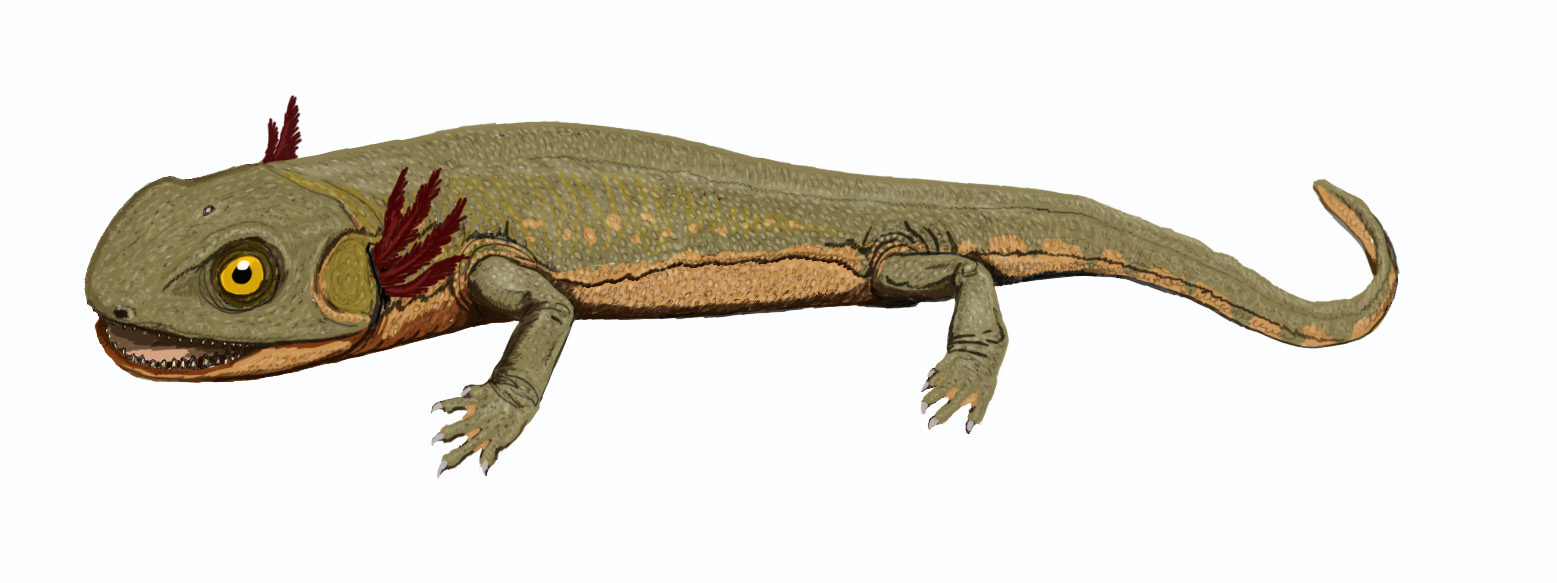
'，属于西蒙螈目

西蒙螈目以两栖动物的形式繁殖；目前尚不清楚其他非羊膜爬行形类是如何繁殖的。

## 演化历程

### 早期的爬行形类

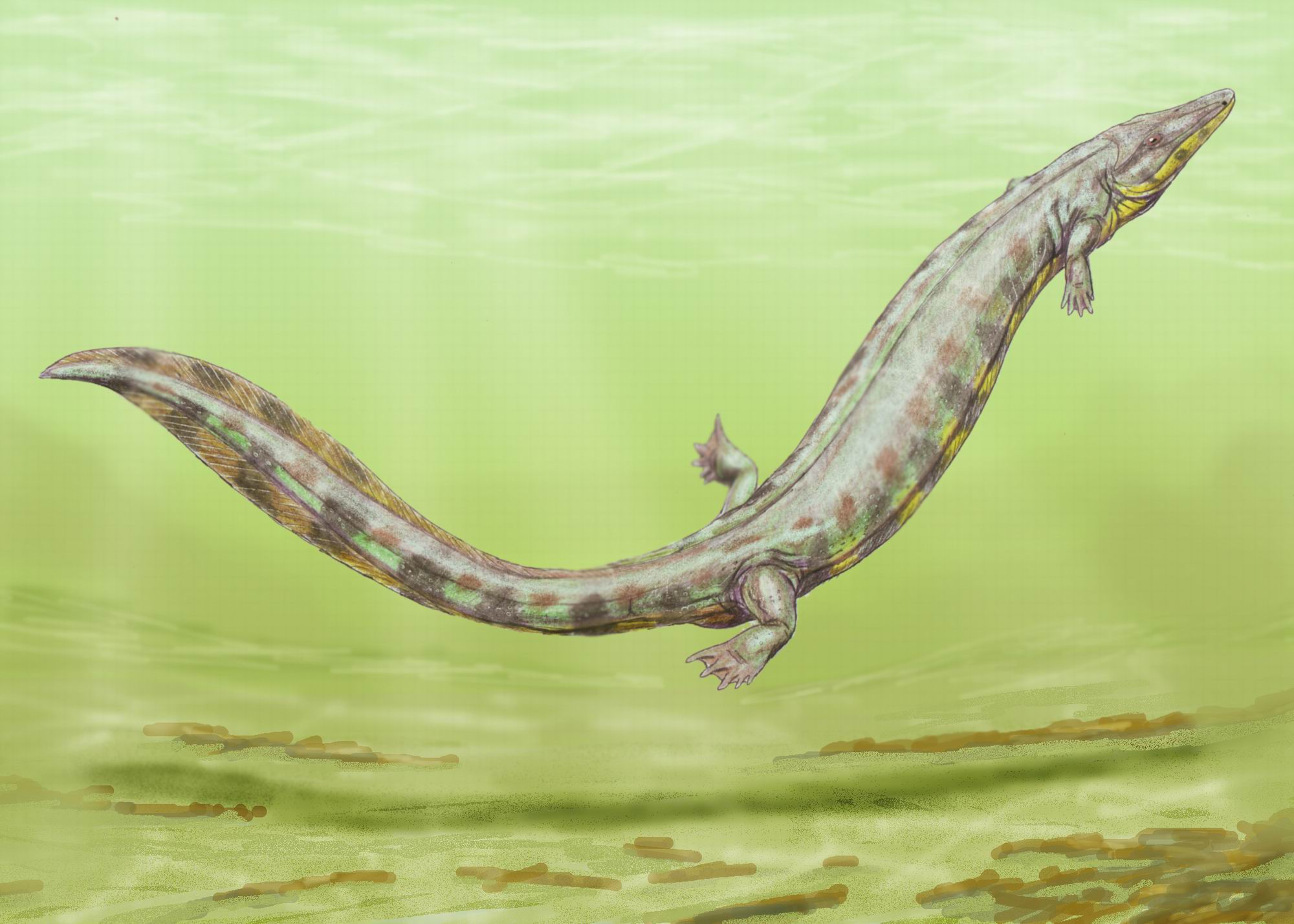
'，水栖四足动物，属于并椎目

在石炭纪期间，一些四足动物开始向爬行动物的方向发展。某些四足动物的身体（例如Archeria）属于类似鳗的细长水栖形态，而其他爬行形类（例如：西蒙螈、独齿蜥、阔齿龙、湖龙）是陆栖的。爬行形类中有部分种类仍然是水栖或半水栖的。某些迟滞鳄目的外形可能类似于鳄鱼，是因为迟滞鳄目主要在河岸边生活，而且属食肉动物。虽然迟滞鳄目部分种类具有细长的蝾螈或类似于鳗鱼的身体。最适合陆栖的种类是食虫或肉食性的西蒙螈目和主要属植食性的阔齿龙目。许多研究表示，阔齿龙目是羊膜动物的最近亲属。

### 羊膜卵的起源

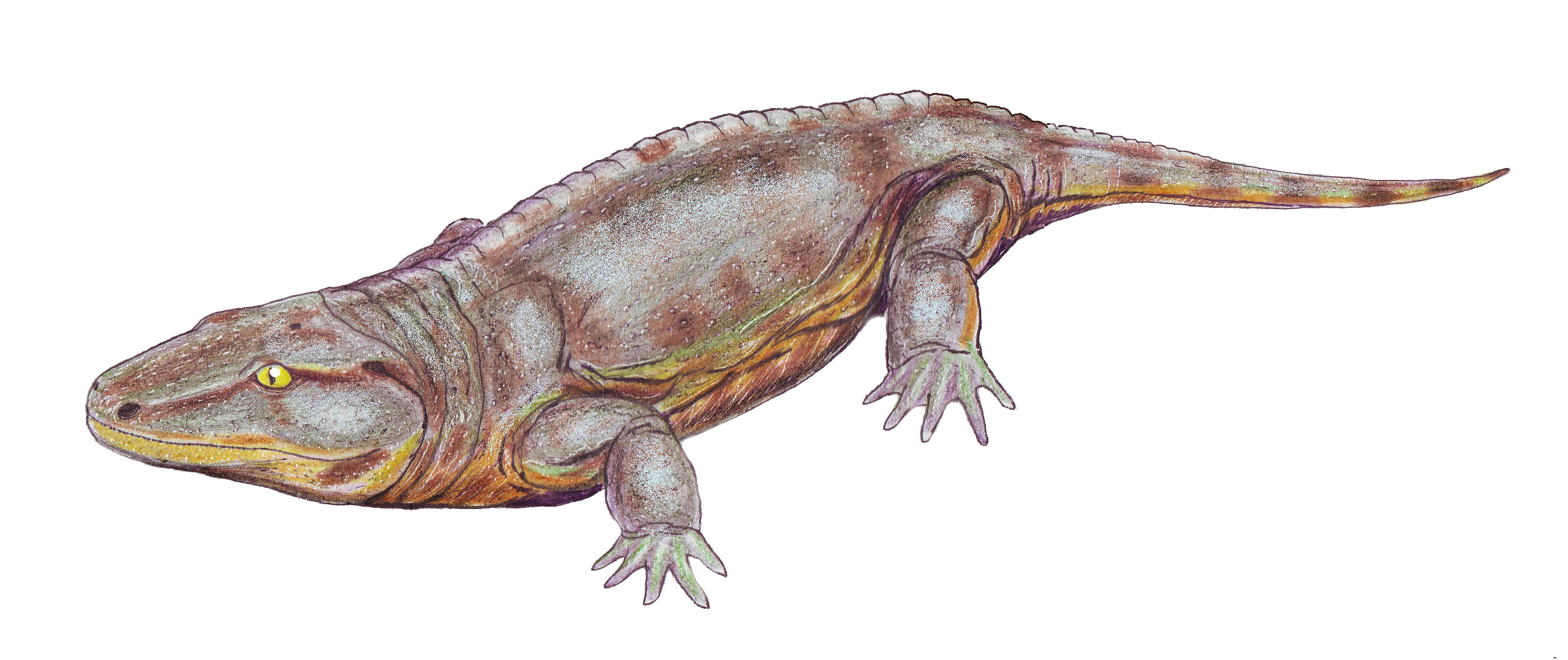
西蒙螈，陆栖四足动物，属于西蒙螈目

两栖动物需要在水中孵化卵。羊膜动物并没有变态发育和水生卵。原因可能是水中繁殖的竞争过于激烈，导致部分陆栖爬行形类进入干燥的陆地环境繁殖，避免了捕食幼体的水中生物，这仍然是困扰现代两栖动物的问题。

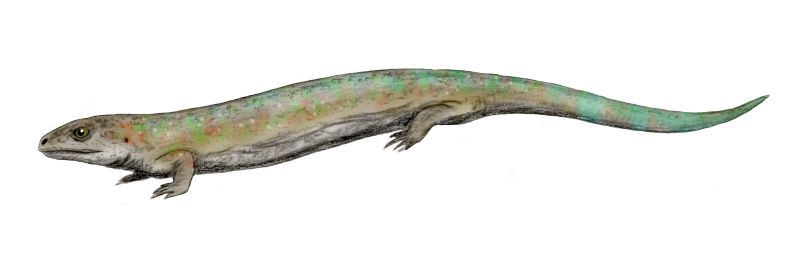
，一种类似爬行动物的小型四足动物，可能是基干的壳椎亚纲，接近于羊膜动物的起源，或两者兼而有之

非羊膜爬行形类和羊膜动物之间的确切边界或许永远不会被知道，因为涉及到的生殖结构很难形成化石，通常各种小的、外形类似蜥蜴的爬行形类被认为是第一种真正的羊膜动物（例如：独齿蜥、Casineria和西洛仙蜥）。早期羊膜动物产下的卵可能直径1厘米甚至小于1厘米。虽然第一种真正的羊膜动物可能在密西西比亚纪中期就出现了，但非羊膜爬行形类与羊膜动物共存了数千万年。在二叠纪中期，非羊膜爬行形类的陆栖种类已经灭绝，水栖的非羊膜爬行形类延续到了二叠纪末期，并在二叠纪末的大灭绝中幸存了下来，然后在三叠纪末期就全部灭绝。与此同时，爬行形类最成功的一个分支：羊膜动物（包括合弓纲和蜥形纲）继续存活并蓬勃发展，演化出惊人的多样性。

## 古生物复原图

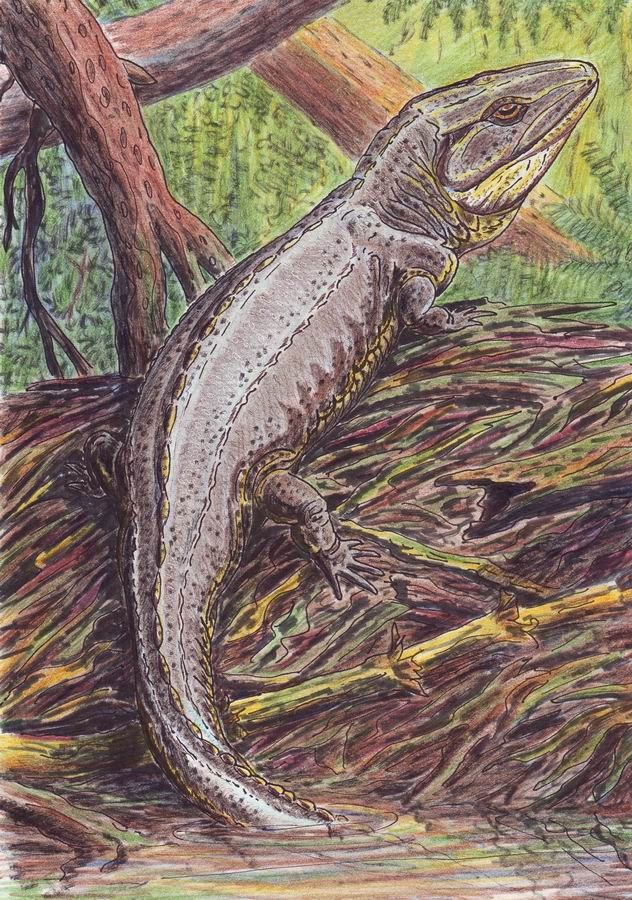
原水蝎螈，属于并椎目西洛仙蜥
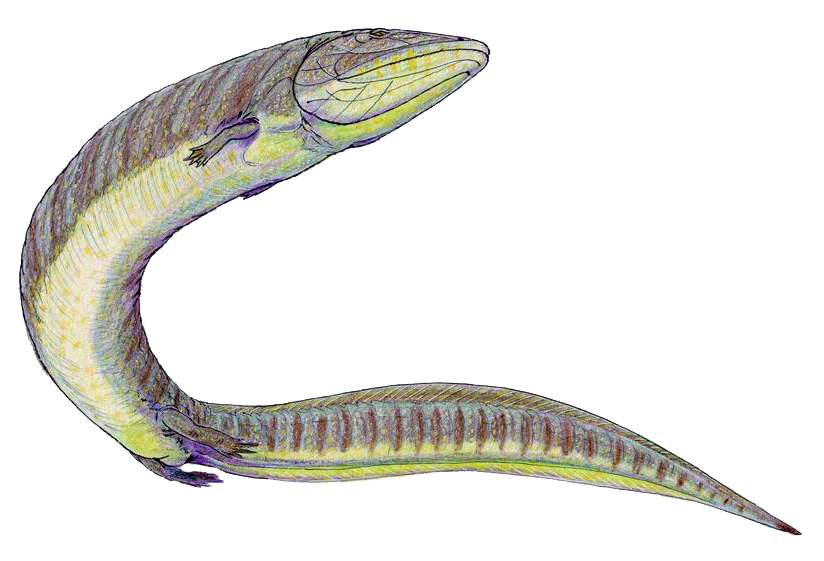
Pteroplax，属于并椎目
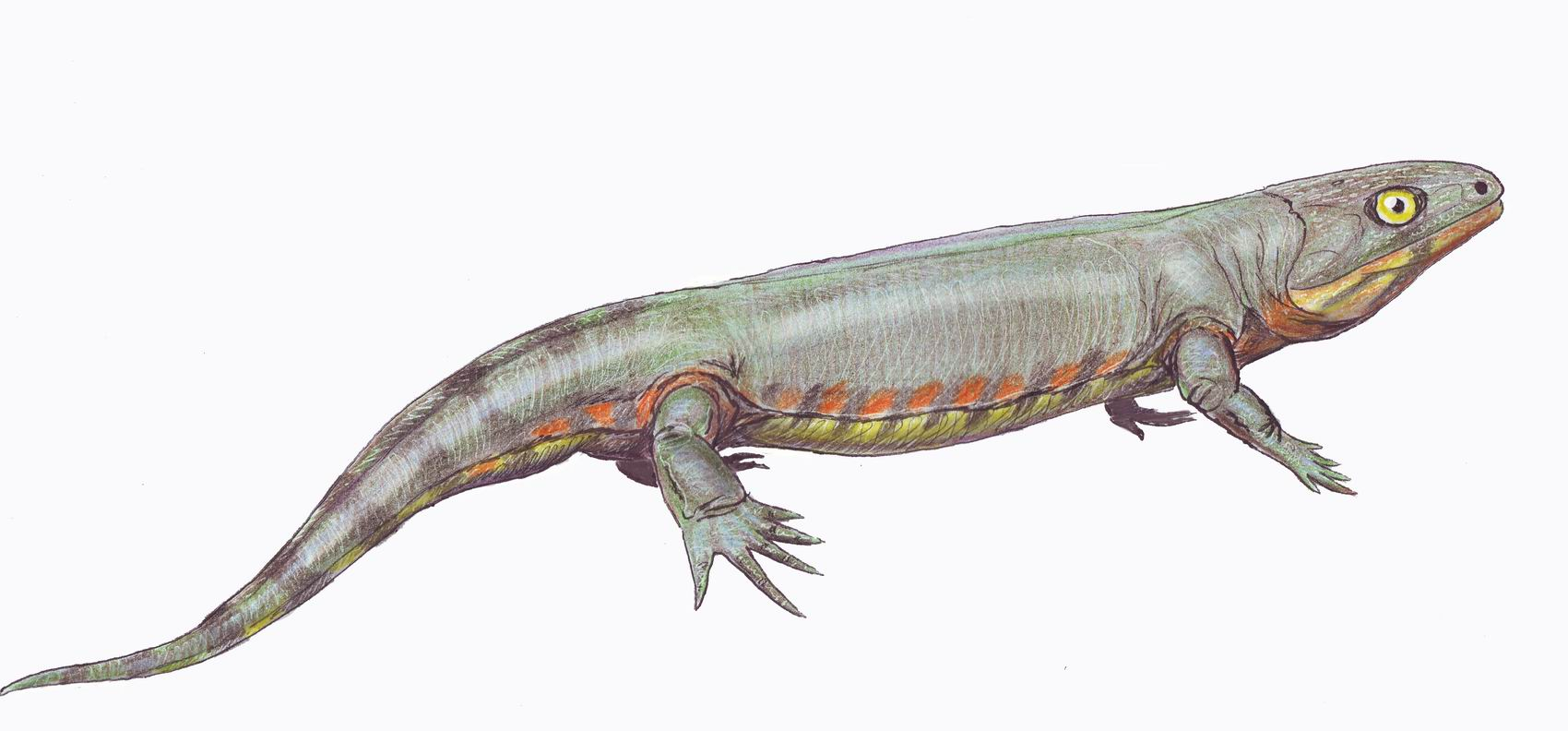
Silvanerpeton，一个地位未定的属，属于爬行形类
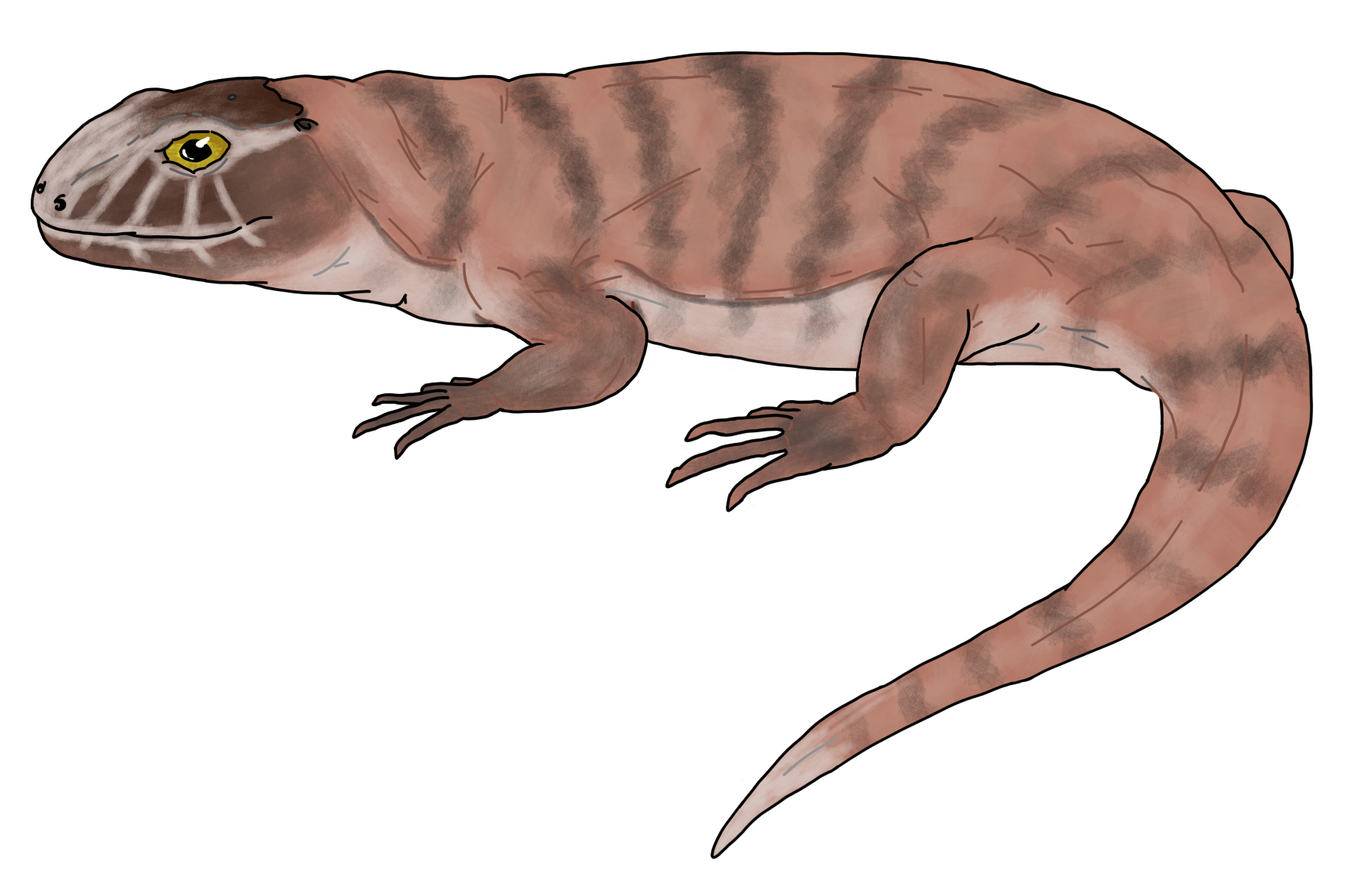
Eldeceeon，一个地位未定的属，属于爬行形类
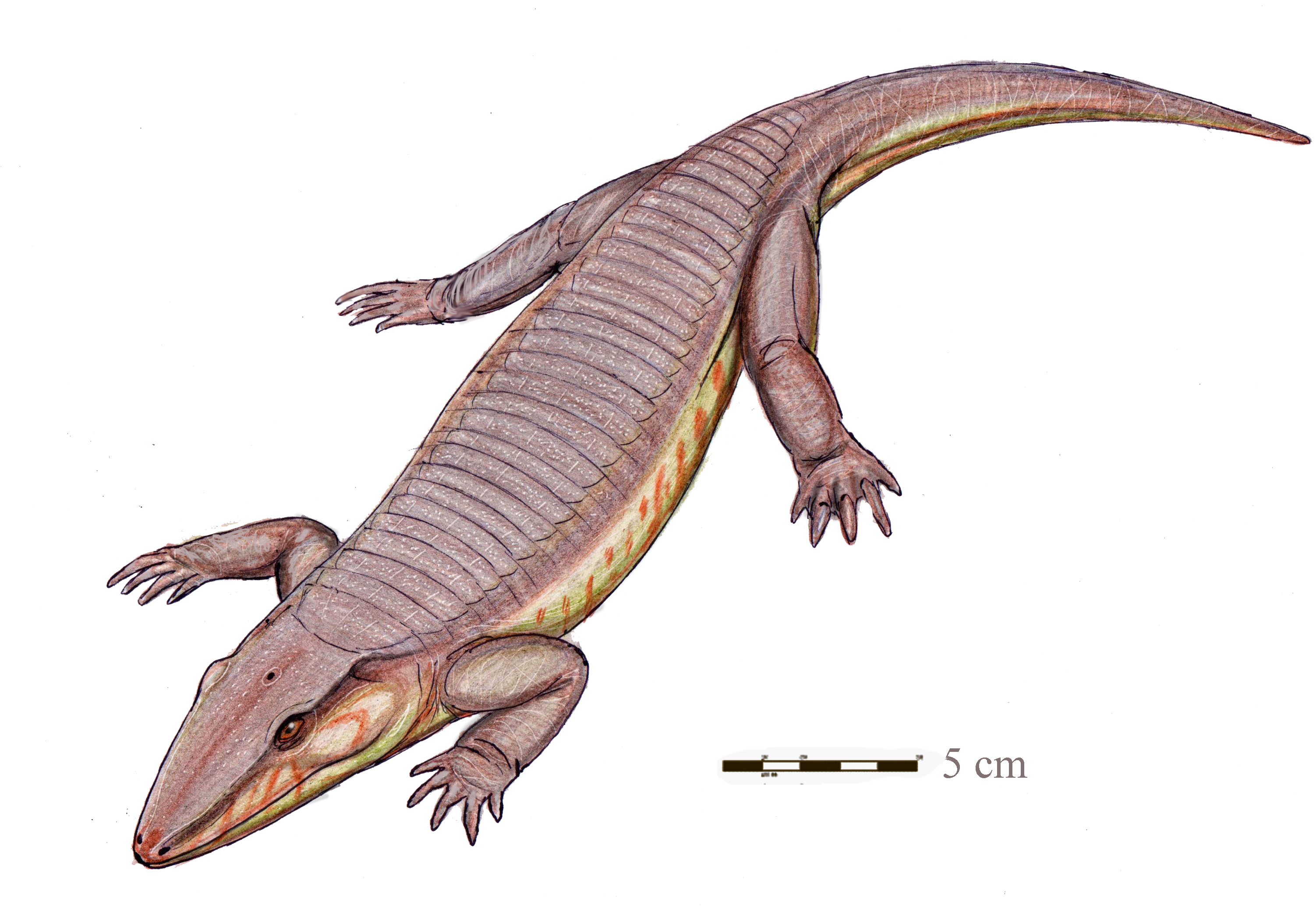
Chroniosaurus，生活在二叠纪晚期，属于迟滞鳄目
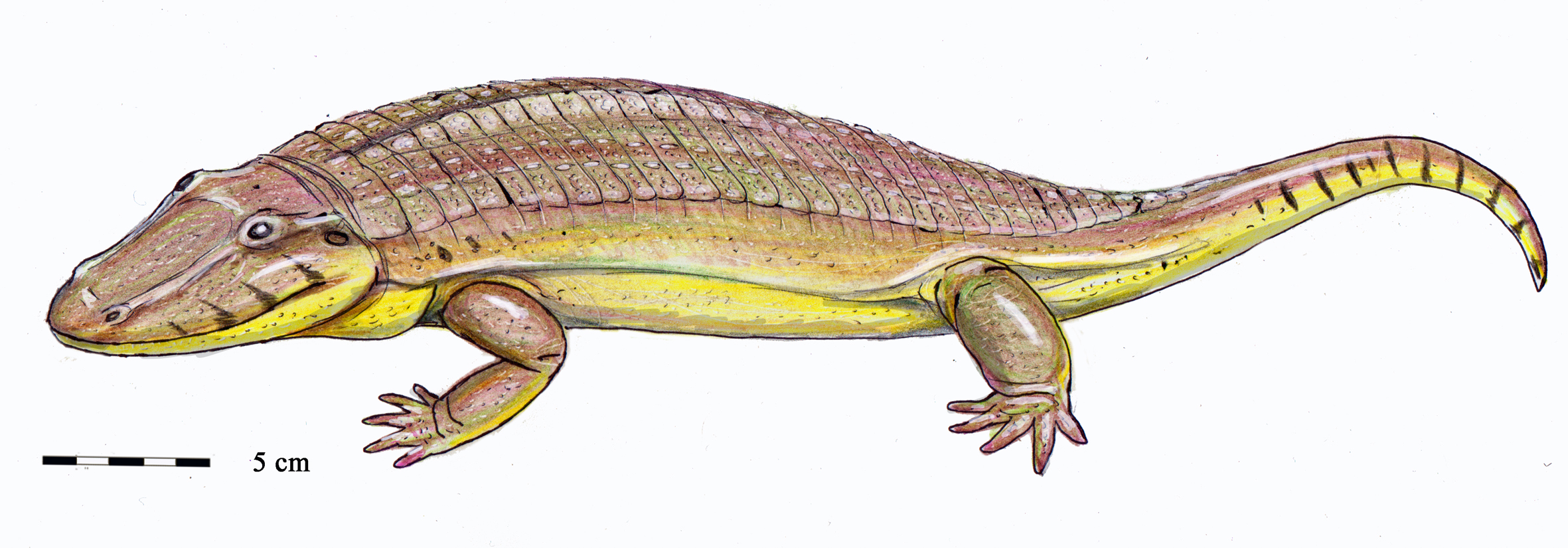
Madygenerpeton，生活在三叠纪，属于迟滞鳄目
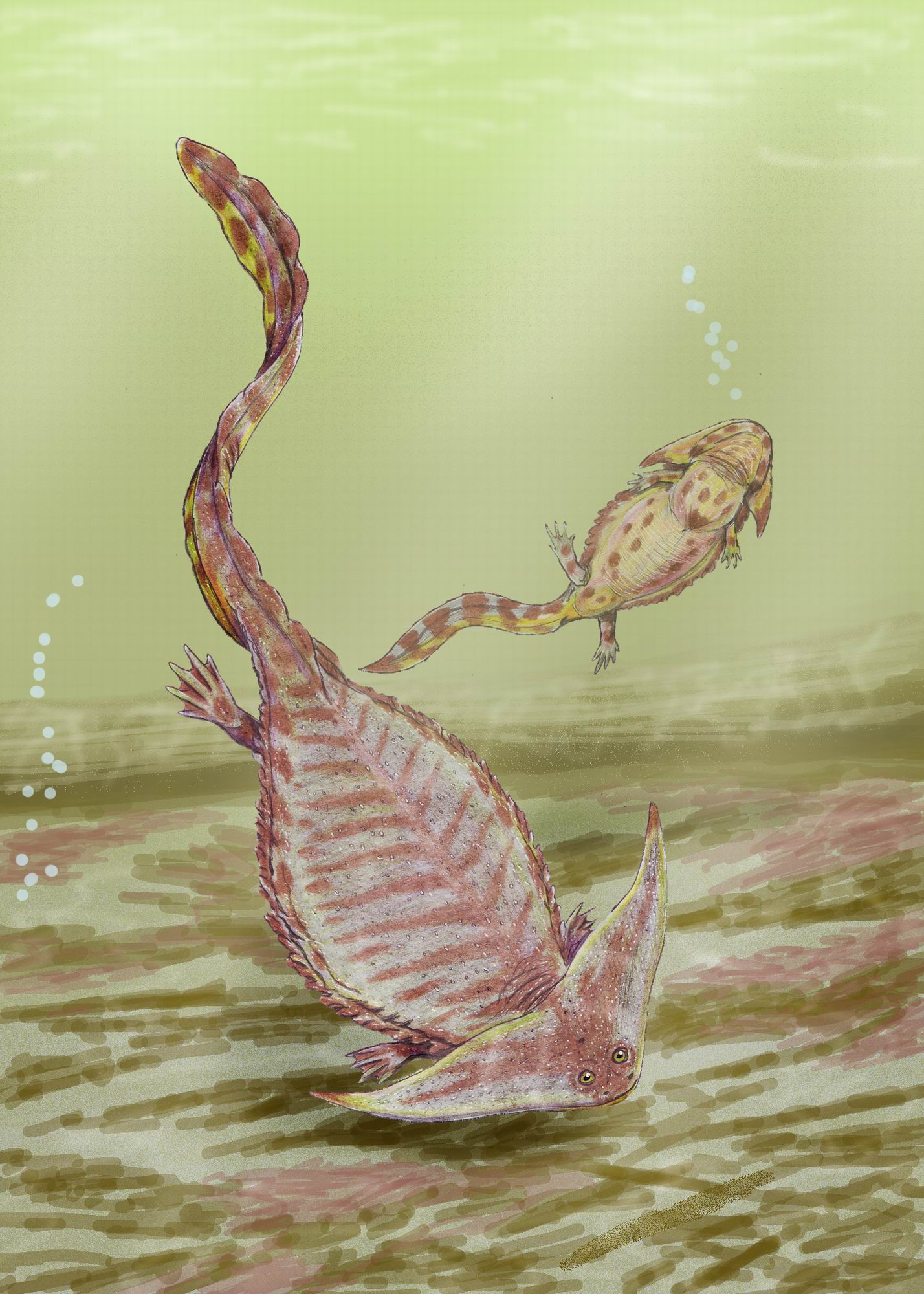
笠头螈，属于壳椎亚纲
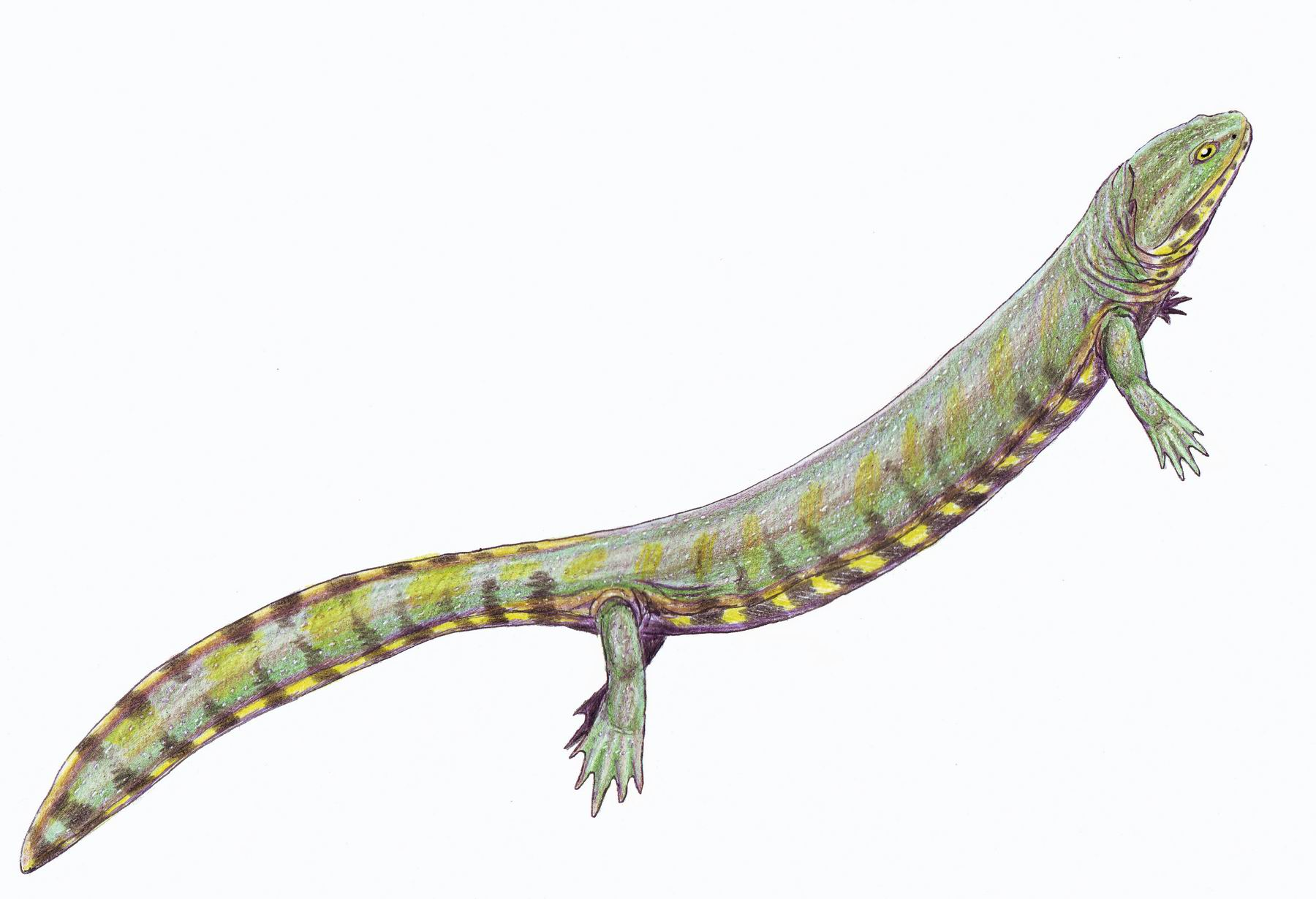
Kotlassia，水栖爬行形类，属于西蒙螈目
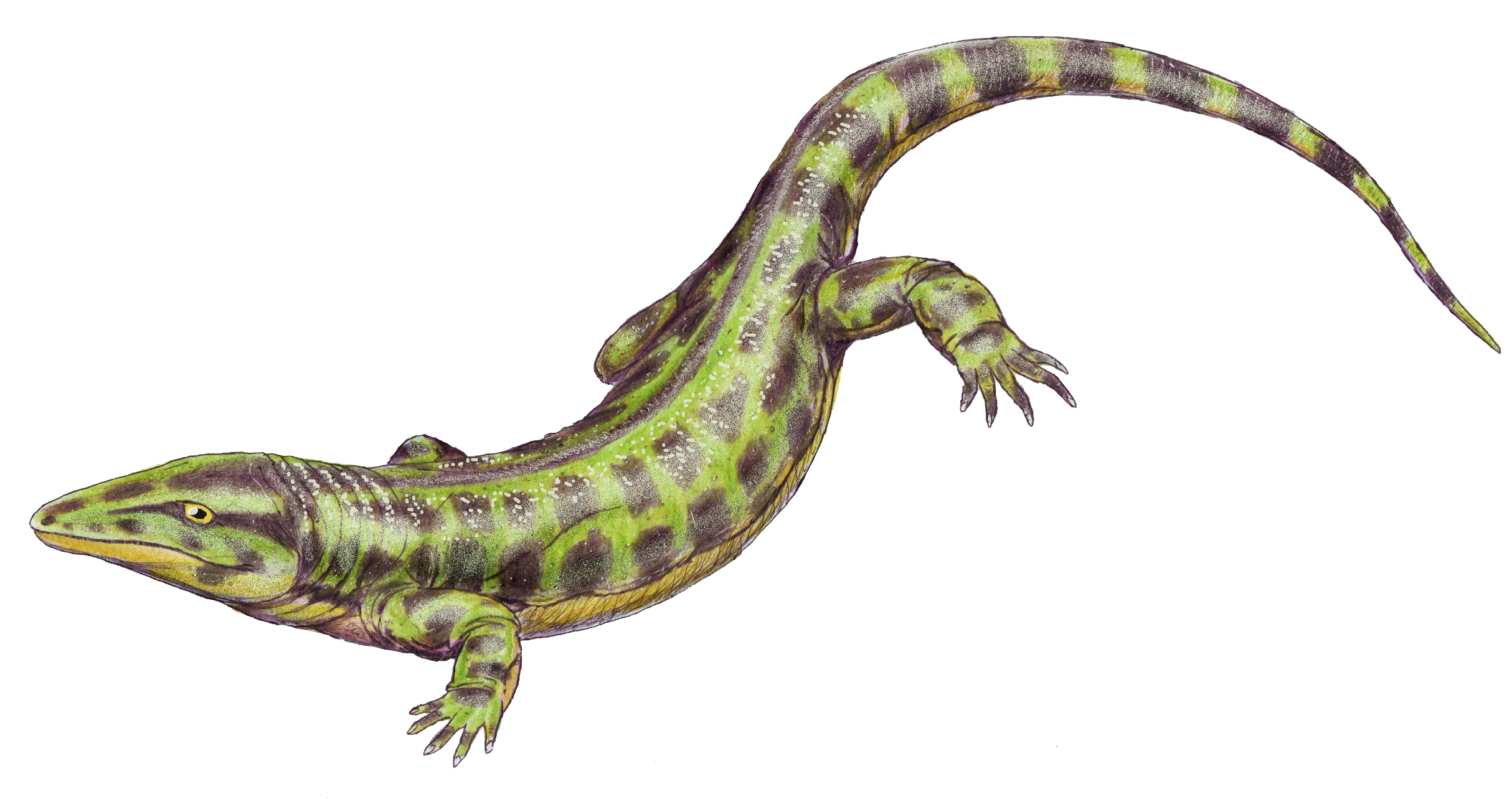
独齿蜥属，外形类似蜥蜴
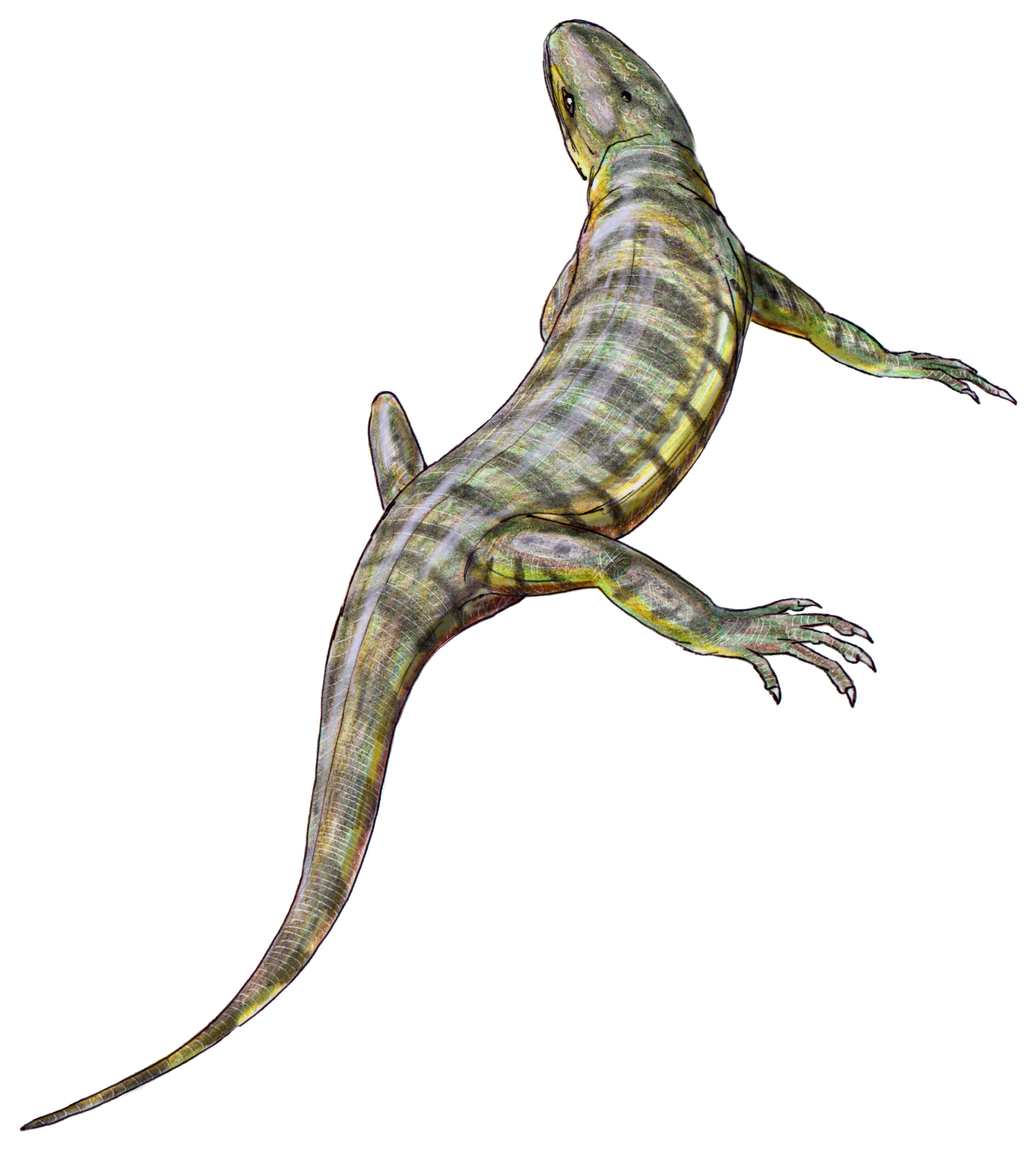
Casineria，被部分研究者认为是最早出现在地球上的羊膜动物,外形类似蜥蜴
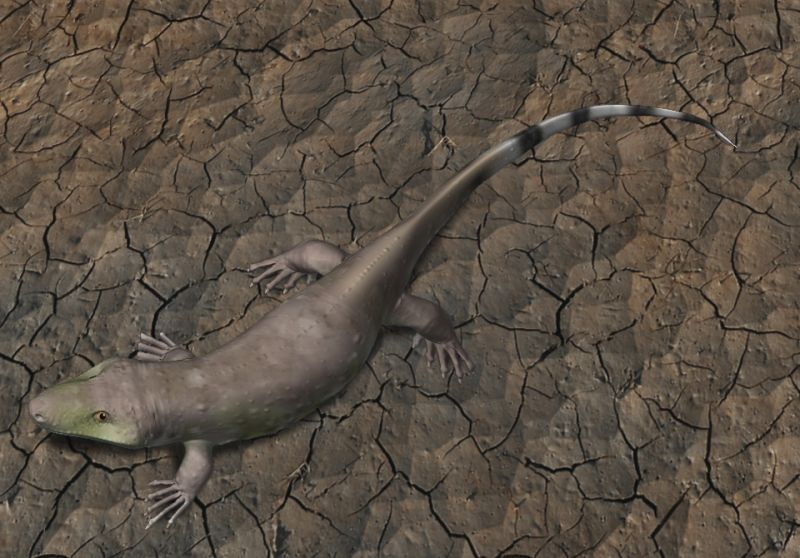
Tseajaia，属于阔齿龙目
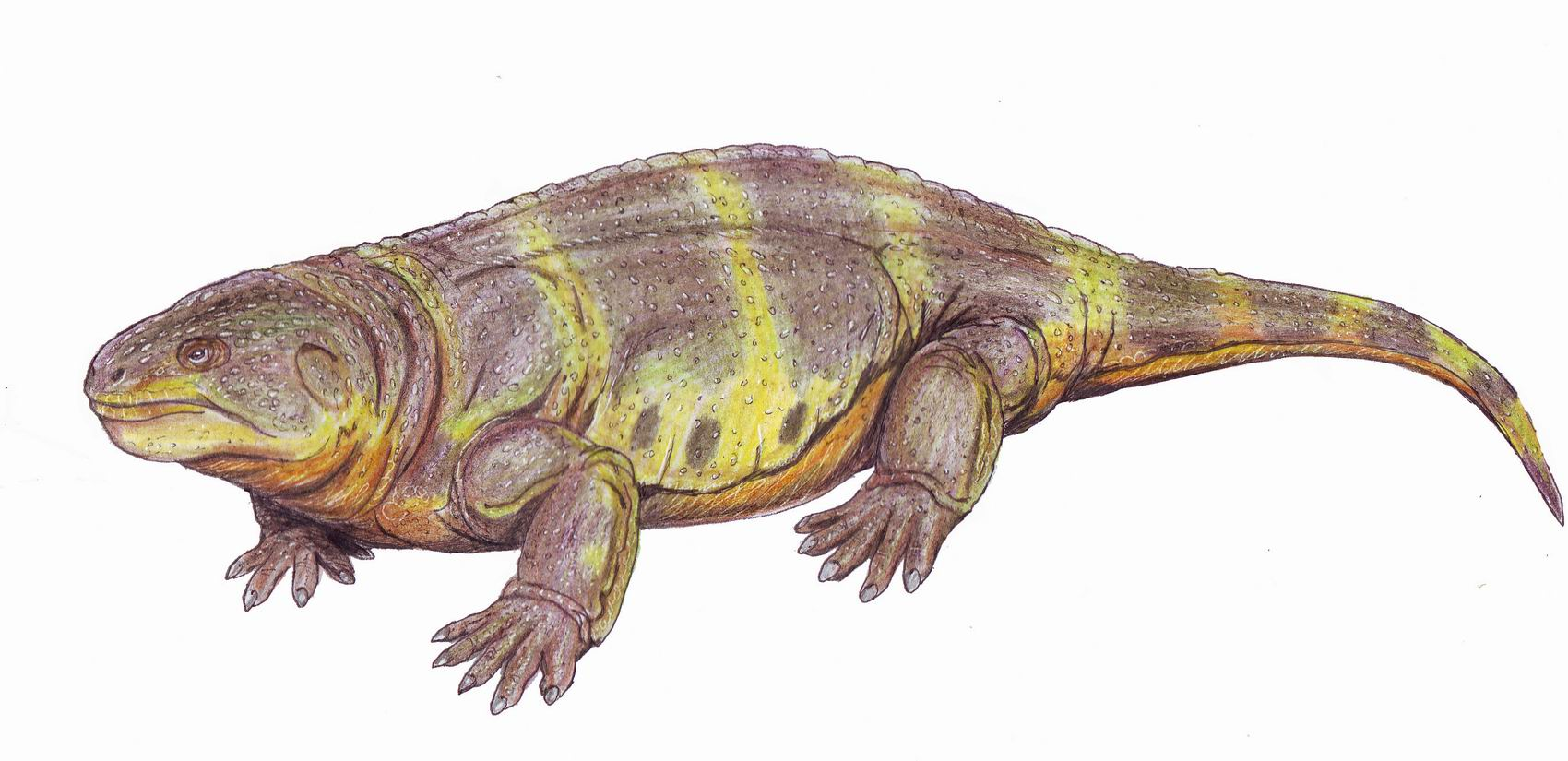
Diasparactus，属于阔齿龙目